# Fabronidium espinosae
Fabronidium espinosae är en bladmossart som beskrevs av Theodor Carl Karl Julius Herzog 1950. Fabronidium espinosae ingår i släktet Fabronidium och familjen Leskeaceae. Inga underarter finns listade i Catalogue of Life.